# Александровск (Пермский край)
Алекса́ндровск — город краевого значения в Пермском крае России. Административный центр Александровского муниципального округа. Население — 10 502 чел. (2023).
Статус города с 1951 года. Основа экономики — машиностроение (горно-шахтное оборудование) и лесозаготовка.

## География
Город расположен на западном склоне Среднего Урала, на реке Лытве (бассейн Камы), в 150 километрах к северо-востоку от Перми.
В Александровске преобладает умеренно континентальный климат. Самый теплый месяц, июль, при средней температуре +17,2 °C. Самый холодный месяц, январь, при средней температуре −16,2 °C. Среднее количество осадков в год составляет 635 мм. Меньше всего осадков выпадает в феврале, в среднем 29 мм, а больше всего в июле, в среднем 93 мм.

## История
Основан в 1802 году как посёлок при металлургическом заводе, названном по имени сына заводовладельца. Завод был запущен в 1808 году, первое время производил железо кричным методом, затем до 1912 года выпускал чугун. В 1854 году производство на обоих заводах было переведено с древесного на каменный уголь, который к этому времени добывался в окрестностях будущего Александровска (Луньевские копи).
27 августа 1928 года населённый пункт под наименованием Александровский получил статус посёлка городского типа (рабочего посёлка), при этом по данным переписи населения 1926 года, опубликованным в 1928 году, он как завод Александровский (Лытва) уже был учтён городским населённым пунктом.
В 1920—1930-е годы Александровский машиностроительный завод производил бурильное оборудование и насосы, стальные заготовки. Добыча угля к этому времени сошла на нет и в помещении бывшей обогатительной фабрики в годы войны разместили оборудование харьковского завода «Гидропривод» (позже завод вернулся обратно). 
С 1942 до 1951 год рабочий посёлок Александровский был административным центром новообразованного Александровского района, выделенного из территории, ранее подчинённой городу Кизелу. 
Указом Президиума Верховного Совета РСФСР от 25 августа 1951 года рабочий посёлок Александровский Александровского района Молотовской области был преобразован в город областного подчинения Александровск.

## Население
| 1926    | 1931    | 1959    | 1963    | 1970    | 1979    | 1989    | 1992    | 1996    | 1998    |
| ------- | ------- | ------- | ------- | ------- | ------- | ------- | ------- | ------- | ------- |
| 3302    | ↗8624   | ↗19 053 | ↘18 800 | ↘18 286 | ↗19 993 | ↗20 073 | ↗20 200 | ↘19 500 | ↘19 100 |
| 2000    | 2001    | 2002    | 2003    | 2005    | 2006    | 2007    | 2008    | 2009    | 2010    |
| ↘18 800 | ↘18 700 | ↘16 231 | ↘16 200 | ↘15 800 | ↘15 700 | ↘15 500 | ↘15 300 | ↘15 102 | ↘14 495 |
| 2011    | 2012    | 2013    | 2014    | 2015    | 2016    | 2017    | 2018    | 2019    | 2020    |
| ↗14 500 | ↘14 144 | ↘13 858 | ↘13 600 | ↘13 353 | ↘13 108 | ↘12 841 | ↘12 562 | ↘12 222 | ↘11 935 |
| 2021    | 2023    |         |         |         |         |         |         |         |         |
| ↘10 780 | ↘10 502 |         |         |         |         |         |         |         |         |

На 1 января 2025 года по численности населения город находился на 901-м месте из 1124 городов Российской Федерации.

## Социальная и культурная сфера
Образование
В Александровске имеются три общеобразовательных учреждения: МОУ «Гимназия», МОУ «СОШ № 1», МОУ «СОШ № 6»; машиностроительный техникум (свыше 400 учащихся, 22 преподавателя) и СПТУ № 7, одно из старейших на Западном Урале. Подготовка специалистов ведётся для машиностроительного и металлургического производства.
Досуг
Центр культурной жизни города — Дворец культуры, принадлежавший ранее машиностроительному заводу, построенный в 1957 году и имеющий главный зал на 700 мест, и спортзал. Так же в городе имеется широкоэкранный кинотеатр.
Здравоохранение
Александровская центральная городская больница.
СМИ
Издаются газеты: городская — «Боевой путь», заводская — «Рабочая жизнь», частные — «За правду! За справедливость!».

## Экономика

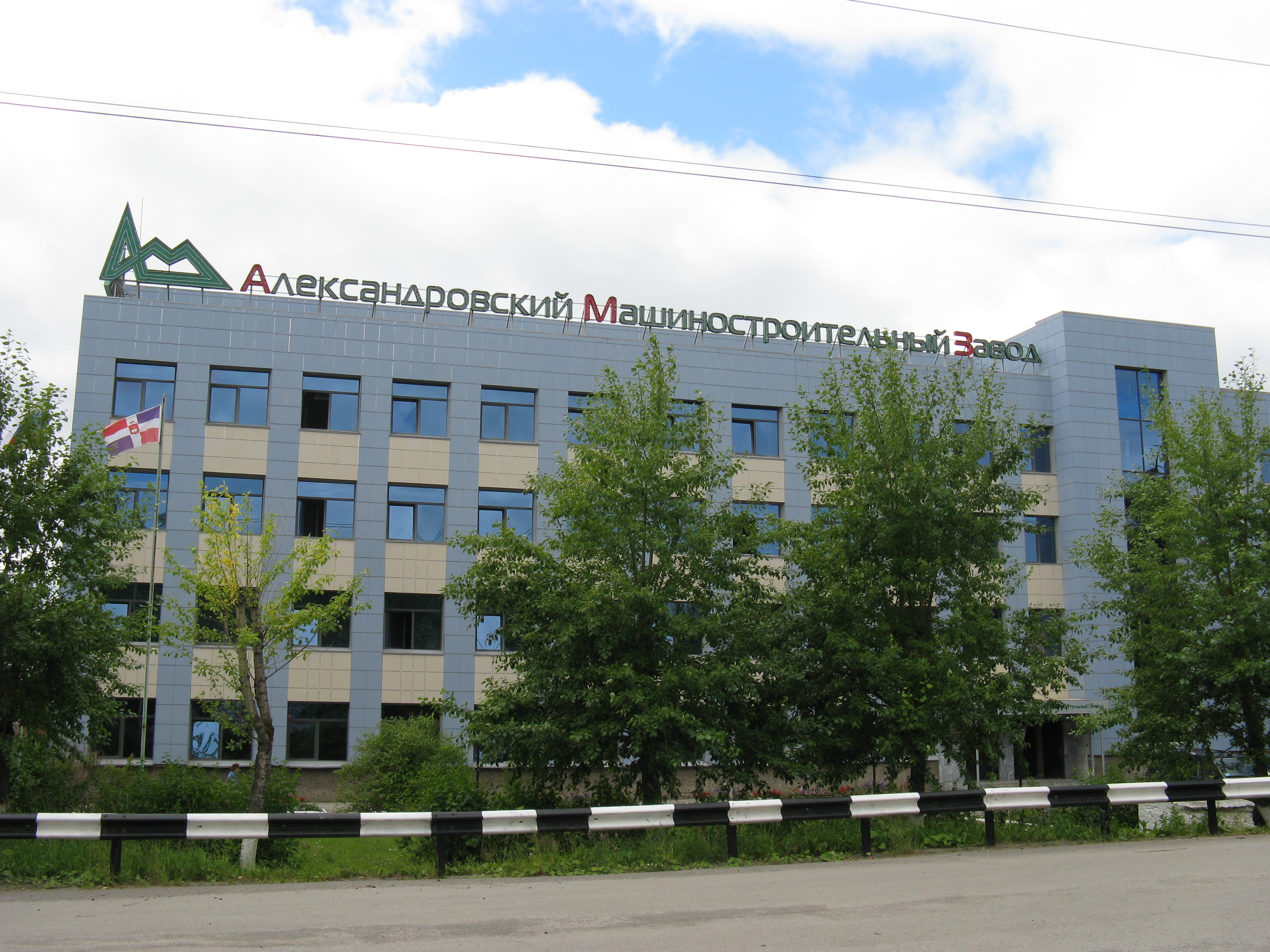
Александровский машиностроительный завод

Основой экономики города Александровска является Александровский машиностроительный завод, который производит ленточные конвейеры (в том числе шахтные), рудничные электровозы, рельсовые погрузочные машины, пластинчатые питатели и другое горно-шахтное оборудование.
В Александровске также широко развиты предприятия по первичной переработке леса — лесопилки.
В 1990-е годы, в отличие от шахтёрских городов и посёлков Кизеловского угольного бассейна, Александровск избежал потери градообразующих предприятий и острой депрессии промышленности. Тем не менее, город испытывает проблемы, типичные для всех староиндустриальных городов Урала.
Включён в список моногородов России с риском ухудшения социально-экономического положения.

## Транспорт
Через город проходит железнодорожная линия Соликамск — Няр, железнодорожная станция города имеет название Копи. Регулярное пассажирское сообщение осуществляется по направлениям Соликамск — Няр — Половинка-Чусовская — Чусовская и Соликамск — Няр — Углеуральская — Лёвшино.
Через город проходит региональная автотрасса Соликамск — Чусовой — Кунгур. Регулярное автобусное сообщение осуществляется по направлениям Александровск — Березники — Пермь, Александровск — Кизел — Губаха — Чусовой — Пермь, Соликамск — Александровск — Губаха — Горнозаводск — Екатеринбург.
Общественный транспорт представлен автобусами и маршрутными такси.